# Бор (Русија)
Бор (Русија) (рус. Бор) град је у Русији у Нижегородској области. Према попису становништва из 2010. у граду је живело 78.079 становника.

## Становништво
Према прелиминарним подацима са пописа, у граду је 2010. живело 78.079 становника, 16.554 (26,91%) више него 2002.
| 1939.  | 1959.  | 1970.  | 1979.  | 1989.  | 2002.  | 2010.  |
| ------ | ------ | ------ | ------ | ------ | ------ | ------ |
| 25.120 | 42.866 | 55.412 | 62.579 | 64.512 | 61.525 | 78.058 |